# Saponaria bargyliana
Saponaria bargyliana är en nejlikväxtart som beskrevs av René Gombault. Saponaria bargyliana ingår i släktet såpnejlikor, och familjen nejlikväxter. Inga underarter finns listade i Catalogue of Life.